# Pattanásosság
A pattanásosság, vagy akné (orvosi nevén acne vulgaris) egy hosszú távú bőrbetegség, amely akkor fordul elő, amikor az elhalt hámsejtek és a bőrből származó olaj eltömítik a szőrtüszőket. Az állapot jellemző tünetei közé tartoznak a mitesszerek vagy fehér foltok, a pattanások, a zsíros bőr és az esetleges hegesedés. Elsősorban olyan bőrt érint, ahol viszonylag sok faggyúmirigy található, úgymint az arc, a mellkas felső része és a hát. Az ebben szenvedőknél szorongáshoz, csökkent önértékeléshez, és extrém esetekben depresszióhoz vagy öngyilkossági gondolatokhoz vezethet.

## Okai
Az esetek 80%-ában a genetika a pattanások elsődleges oka. Az étrend és a dohányzás szerepe nem világos, és úgy tűnik, hogy sem a higiénia, sem a napfény hiánya nem játszik jelentős szerepet kialakulásában. Mindkét nemnél úgy tűnik, hogy az androgénnek nevezett hormonok a mögöttes mechanizmus részét képezik, mivel fokozzák a faggyútermelést. Egy másik gyakori tényező a bőrön jelen lévő Cutibacterium acnes baktérium túlzott elszaporodása.

## Kezelése
A pattanások kezelésére rendelkezésre áll az életmódváltás, a gyógyszerek és az orvosi eljárások. Kevesebb egyszerű szénhidrát, például cukor fogyasztása segíthet. Általában az érintett bőrre alkalmazott kezeléseket, például azelainsavat, benzoil-peroxidot és szalicilsavat alkalmaznak. Az antibiotikumok és a retinoidok olyan készítményekben állnak rendelkezésre, amelyeket a bőrön alkalmaznak, és szájon át kell bevenni őket. Az antibiotikumokkal szemben rezisztencia alakulhat ki. A nőknél többféle fogamzásgátló tabletta segít a pattanások elleni küzdelemben. Az izotretinoin tabletták jellemzően súlyos aknéra vannak fenntartva, a lehetséges komolyabb mellékhatások miatt. Egyes orvosok a korai és agresszív kezelést szorgalmazzák, hogy csökkentsék az egyénekre gyakorolt általános hosszú távú kedvezőtlen hatásokat.

## Epidemiológiája
2015-ben a pattanásosság körülbelül 633 millió embert érintett világszerte, ezzel a nyolcadik leggyakoribb betegség a világon. Az akné általában serdülőkorban fordul elő, és a becslések szerint a tinédzserek 80-90%-át érinti a nyugati világban. Egyes falusi jellegű társadalmak alacsonyabb arányáról számolnak be, mint az iparosodott társadalmakban. Gyermekek és felnőttek is érintettek lehetnek a pubertás előtt és akár utána is. Bár a pattanásosság felnőttkorban kevésbé gyakori, a húszas-harmincas éveikben járó érintettek közel felénél továbbra is fennáll, és egy kisebb csoportnak továbbra is gondot okoz még a negyvenes éveikben is.

## Fordítás
- Ez a szócikk részben vagy egészben  az   User:Mr. Ibrahem/Acne című angol Wikipédia-szócikk ezen változatának fordításán alapul.  Az eredeti cikk szerkesztőit annak laptörténete sorolja fel. Ez a jelzés csupán a megfogalmazás eredetét és a szerzői jogokat jelzi, nem szolgál a cikkben szereplő információk forrásmegjelöléseként.